# São Mateus do Sul (kommun)
São Mateus do Sul är en kommun i Brasilien.   Den ligger i delstaten Paraná, i den södra delen av landet, 1 200 km söder om huvudstaden Brasília. Antalet invånare är 41 257.
Följande samhällen finns i São Mateus do Sul:
- São Mateus do Sul

I omgivningarna runt São Mateus do Sul växer huvudsakligen savannskog. Runt São Mateus do Sul är det ganska glesbefolkat, med 38 invånare per kvadratkilometer.